# Koendu brazylijski
Koendu brazylijski, dawn. koendu (Coendou prehensilis) – gatunek gryzonia z rodziny ursonowatych (Erethizontidae).

## Nazwa zwyczajowa
We wcześniejszej polskiej literaturze zoologicznej Coendou prehensilis był oznaczany nazwą zwyczajową „koendu”. W wydanej w 2015 roku przez Muzeum i Instytut Zoologii Polskiej Akademii Nauk publikacji „Polskie nazewnictwo ssaków świata” gatunkowi nadano nazwę koendu brazylijski, rezerwując nazwę koendu dla rodzaju tych ursonowatych.

## Opis

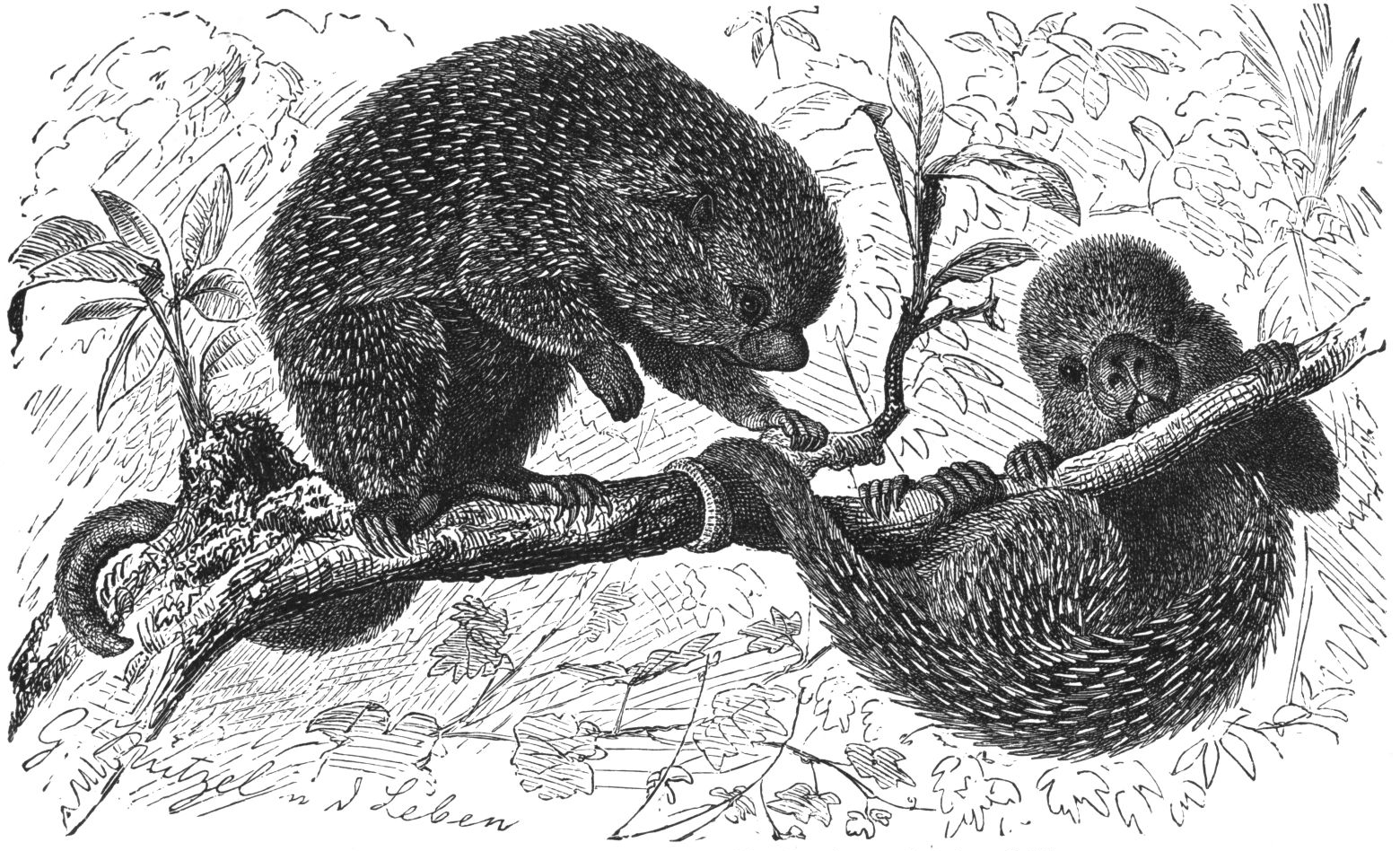

Długość ciała do 40 cm, ogon ok. 60 cm. Sierść ma zazwyczaj barwę od szarawej do brunatnej. Waży ok. 4 kilogramów. Całe ciało ma pokryte krótkimi, grubymi kolcami, a chwytny ogon ułatwia mu poruszanie się po gałęziach drzew.

## Występowanie
Koendu zamieszkuje lasy Ameryki Środkowej i Południowej.
Spotkać go można w następujących państwach: Argentyna; Boliwia; Brazylia; Gujana Francuska; Gujana; Paragwaj; Trynidad i Tobago; Wenezuela do wysokości 1500 m n.p.m.

## Tryb życia
Koendu jest zwierzęciem nocnym. Dzień spędza śpiąc w dziupli na wysokości 6–10 m lub w wykopanej na ziemi norze. W nocy żeruje. Żywi się pędami, owocami, liśćmi, drobnymi gałązkami, a niekiedy drobnymi bezkręgowcami. Koendu nie jest zwierzęciem agresywnym, jednak wystraszony może zaatakować. Kiedy jest zaciekawiony, staje na tylnych łapach, obserwując obiekt zainteresowania. Zaatakowany zwija się w kulkę.

## Rozmnażanie
Po trwającej 70 dni ciąży samica rodzi młode, które jest dość dobrze rozwinięte. Poród zazwyczaj przypada na wiosnę.